# Eriopyga rhimla
Eriopyga rhimla är en fjärilsart som beskrevs av Dyar 1910. Eriopyga rhimla ingår i släktet Eriopyga och familjen nattflyn. Inga underarter finns listade i Catalogue of Life.